# Infurcitinea captans
Infurcitinea captans är en fjärilsart som beskrevs av László Anthony Gozmány. Infurcitinea captans ingår i släktet Infurcitinea och familjen äkta malar. Inga underarter finns listade i Catalogue of Life.